# Грифф, Мирон Исаакович
Миро́н Исаа́кович Грифф (род. 1944, Москва) — советский и российский учёный, доктор технических наук, профессор.

## Биография
Родился в Москве 29 мая 1944 года. В 1963 году окончил с отличием Московский моторостроительный техникум, а в 1968 году, также с отличием, закончил Московский автомобильно-дорожный институт. В 1972 году защитил диссертацию на соискание ученой степени кандидата технических наук.

### Научная работа
Грифф М. И., работая в ЦНИИОМТП с 1973 года по 2006 год, прошел все ступени профессиональной карьеры от младшего научного сотрудника до заместителя Генерального директора. В 1996 году ему присвоено почетное звание «Заслуженный работник транспорта Российской Федерации», в 1997 году Мирон Исаакович защитил диссертацию на соискание ученой степени доктора технических наук, а в 1998 году ему присвоено звание профессора.

### Спецавтотранспорт
Грифф М. И. является одним из ведущих специалистов в области развития теоретических основ спецавтотранспорта и организатором работ по созданию специального и специализированного транспорта России в области строительства. Под его руководством и при его непосредственном участии создавались «Типажи специального и специализированного транспорта» на соответствующие периоды развития экономики страны, разработано более 300 конструкций спецавтотранспортных средств для перевозки строительных грузов, в том числе и нового поколения — модульного транспорта.
За большие заслуги в области разработки спецавтотранспорта М. И. Гриффу присуждены Государственные премии в области науки и техники для строительства за 1981 и 1989 годы. С 1993 года и по настоящее время М. И. Грифф возглавляет созданную им Некоммерческую организацию «САМТ-Фонд».
Своей компетентностью в вопросах сертификации, доброжелательностью, стремлением помочь заказчику в решении различных вопросов продвижения продукции на рынок организация сыскала заслуженное уважение и популярность у отечественных производителей специальных и специализированных транспортных средств и строительной техники. САМТ-фонд плодотворно работает с зарубежными компаниями — изготовителями строительной дорожной и автомобильной техники такими, как Volvo, Scania, Renault, Putzmeister, Caterpillar, Komatzu и многими другими.
Мирон Исаакович является членом докторского совета НАМИ, ведет научно-педагогическую работу в МАДИ, под его руководством подготовлено и успешно защищено большое количество кандидатских диссертаций.
С 1995 г. по инициативе и под руководством М. И. Гриффа проводится ежегодный всероссийский семинар по сертификации спецавтотранспорта и строительных машин, способствующий более тесному контакту и большему взаимопониманию между изготовителями шасси и надстроечной техники, а также между заказчиками и сертификационным центром. Семинар одобрен Федеральным агентством по техническому регулированию и метрологии, имеет большую популярность и посещается представителями сотен предприятий-изготовителей спецтранспорта.
Грифф М. И. является автором более 250 научных работ, 32 авторских свидетельств и патентов. Ему вручен нагрудный знак «Изобретатель СССР».
Научная деятельность М. И. Гриффа получила международное признание, в 1996 году его работы были отмечены престижной американской премией «Факел Бермингема». Более 300 заводов пользуются ежегодно издаваемыми справочниками по спецтехники. Всего справочников насчитывается 28 томов.
В 2014 году по решению президиума НАН Белоруссии присуждена медаль имени Высоцкого М. С.

### Семья
Жена — Каменецкая Маргарита Самуиловна, кандидат физико-математических наук, доцент кафедры ОЭФ МПГУ.
Дочь — Ирина Мироновна Лоскутова, доктор философских наук, профессор МПГУ